# Shinsuke Kashiwagi
Shinsuke Kashiwagi (柏木真介?, Kashiwagi Shinsuke; Hokkaidō, 22 dicembre 1981) è un cestista giapponese.

## Carriera
Con il Giappone ha disputato i Campionati mondiali del 2006 e quattro edizioni dei Campionati asiatici (2005, 2007, 2009, 2011).